# Daniel Ponce (Musiker)
Daniel Ponce (* 12. Juli 1953 in Havanna; † 10. März 2013 in Miami) war ein amerikanischer Perkussionist und Jazz-Schlagzeuger kubanischer Herkunft.

## Leben und Wirken
Ponce wurde von seinem Großvater, der ein bekannter Batátrommler war, frühzeitig in die afrokubanischen Rhythmen eingeführt. Mit elf Jahren spielte er Kuhglocke bei Los Brillantes in Havana und bereits als Jugendlicher wurde er zum Congaspiel bei Comparso Federacion Estudiantil Universitario herangezogen. 1980 floh er in die USA, wo er direkt nach New York ging. Auf Einladung von Jerry und Andy Gonzalez konnte er im Jazzclub Village Gate auftreten, wo ihn Paquito D’Rivera kennenlernte und zu seinem Album Paquito Blowin’ (1981) heranzog. Auch Eddie Palmieri und McCoy Tyner (La leyenda de la hora, 1981) entdeckten rasch sein Talent; ebenso zogen ihn Kip Hanrahan und Bill Laswell (Baselines, Material) bereits in den frühen 1980er Jahren zu ihren Produktionen heran; so spielte er auch auf Herbie Hancocks Hitalbum Future Shock (1983) mit. 1982 trat er mit Wynton Marsalis und weiteren Young Lions auf dem Kool Jazz Festival auf.
Ponce konnte 1983 sein erstes Album unter eigenem Namen New York Now! für Celluloid Records aufnehmen; 1987 folgte Arawe, das gleichfalls von  Laswell produziert wurde. Er leitete die eigenen Bands New York Now und Jazzbata. Mit dem Album Chango Te Llama (1991) kam er bis auf Platz 9 der amerikanischen Weltmusikcharts. Er ist an zahlreichen Platten anderer Musiker beteiligt, etwa bei Ginger Baker, Nona Hendryx, Jamaaladeen Tacuma, Laurie Anderson, Mick Jagger, Toshiko Akiyoshi, Hilton Ruiz, Dizzy Gillespie, Aïyb Dieng, Gloria Estefan oder Mario Bauzá.